# Gunnar Enqvist
Gunnar Enqvist, född 7 mars 1937 i Bureå, Västerbottens län, är en svensk vissångare, konstnär och författare, bosatt i Skellefteå. 
Enqvist har varit verksam som trubadur sedan nio års ålder, då han debuterade i Hjoggböle Folkets hus. Han har senare bland annat gjort sig känd för tonsättningar av poeten Helmer Grundström och har samarbetat med sångerskan Ann-Kristin Hedmark. 
Enqvist är även verksam som konstnär, tidigare som tavelmålare, men numera främst som illustratör av egna och andras böcker. Hans böcker är delvis författade på skelleftedialekten bondska. Han har också arbetat som musiklärare och funktionär hos Arbetarnas bildningsförbund i Skellefteå.

## Diskografi
- Gunnar och Eva-May ("Vaya Con Dios, min älskling"/"Det är så en dröm blir till"/"Låt stjärnorna blända dig"/"Guldbruna ögon") (EP, Epok EPEP 110, 1967)
- En äkta norrlänning (LP, Philips 6316 109, 1978)
- Var dag i visa och versch (LP, med Ann-Kristin Hedmark, A-disc Bs 800902, 1979)
- Visa och versch (LP, KNLP 007, 1985)
- Dunet & blyet: Helmer Grundström in memoriam  (CD, GE0501, 2004)